# Sayaka Aoki
Sayaka Aoki (jap. 青木 沙弥佳, Aoki Sayaka; * 15. Dezember 1986 in der Präfektur Gifu) ist eine japanische Hürdenläuferin, die sich auf die 400-Meter-Distanz spezialisiert hat und besonders mit der japanischen 4-mal-400-Meter-Staffel Erfolge feiern konnte.

## Sportliche Laufbahn
Erste internationale Erfahrungen sammelte Sayaka Aoki bei den Asienmeisterschaften 2007 in der jordanischen Hauptstadt Amman, bei denen sie Fünfteüber 400 Meter Hürden wurde und mit der japanischen 4-mal-400-Meter-Staffel die Silbermedaille gewann. Hingegen schied sie bei den Studentenweltspielen in Bangkok im Hürdenlauf im Vorlauf aus. Mit der japanischen Stafette nahm sie auch an den Weltmeisterschaften in Osaka teil, konnte sich dort aber nicht für das Finale qualifizieren. Ein Jahr später nahm sie an den Olympischen Spielen in Peking teil, erreichte aber auch dort nicht das Finale. 2009 qualifizierte sie sich für die Weltmeisterschaften in Berlin, schied dort aber im Hürdenlauf und mit der japanischen Staffel in der ersten Runde aus. Bei den Asienmeisterschaften in Guangzhou wurde sie hingegen Siebte im Hürdenlauf. 
2010 nahm sie an den Asienspielen teil und wurde dort Vierte mit der Staffel. Die Asienmeisterschaften 2011 in Kōbe, bei denen sie den vierten Platz über 400 Meter erreichte und mit der Staffel die Goldmedaille gewann, stellten ihren bis dahin größten Erfolg dar. Zwei Jahre später gewann sie bei den Asienmeisterschaften in Pune die Bronzemedaille mit der Staffel. Bei den Ostasienspielen in Tianjin gewann sie Silber im Hürdenlauf und mit der Staffel. 2015 wurde sie mit der Staffel zweite im B-Finale der IAAF World Relays 2015 auf den Bahamas. Bei den Asienmeisterschaften 2015 in Wuhan wurde sie Sechste über 400 m und belegte mit der Staffel Platz vier. Bei den Weltmeisterschaften in Peking erreichte sie erneut nicht das Finale mit der japanischen Stafette. Zwei Jahre später gewann sie die Bronzemedaille bei den Asienmeisterschaften in Bhubaneshwar im Hürdenlauf und mit der Staffel. Bei den Asienmeisterschaften 2019 in Doha schied sie mit 59,43 s in der ersten Runde aus.
2015 wurde Aoki japanische Meisterin im 400-Meter-Lauf sowie 2017 über 400 m Hürden.

## Persönliche Bestleistungen
- 200 Meter: 24,51 s (+0,1 m/s), 10. April 2010 in Claremont
- 400 Meter: 53,05 s, 27. Juni 2015 in Nagoya
- 400 m Hürden: 55,94 s, 4. Oktober 2010 in Ōita